# Skok życia
Skok życia – francusko-amerykańsko-kanadyjsko-brytyjski kryminał z 2003 roku.

## Opis fabuły
Daniel Foray jest złodziejem. Dokładnie organizuje i planuje włamania, które ostatnio jego grupie nie wychodziły. Jego marzeniem jest zrobienie skoku życia. Szef wysyła go do Chicago, by okraść pewnych bogatych ludzi. Wyruszają do USA i przygotowują się do roboty.
Włamywacze mylą domy i okradają szefa mafii Zammetiego. Ten chce się zemścić, bo nie może pozwolić na utratę reputacji. Poza mafią, Foraya i jego grupę ściga FBI, policja i młodzieżowy gang.

## Obsada
- Gérard Depardieu - Daniel Foray
- Harvey Keitel - Frankie Zammeti
- Johnny Hallyday - Marcel Burot
- Renaud - Zero
- Saïd Taghmaoui - Sami
- Stéphane Freiss - Julien Labesse
- Shawn Lawrence - Agent Pogue
- Albert Dray - Raymond Gayet
- Joanne Kelly - Sophie Nicols
- Richard Bohringer - Bastaldi
- Abe Vigoda - Angelo Giancarlo
- Gino Marrocco - Joey Two Tons
- Sal Figliomeni - Nicky The Rake
- Diego Chambers - Raphael
- Carlos Diaz - Hector
- K.C. Collins - Lamar
- Michel Perron - Vinny
- Louis Di Bianco - Bobby Vee
- Jeff Geddis - Wayne